# Flash i Dash
Flash i Dash - to serial animowany o nastolatkach kochających wyścigi samochodowe. Bohaterowie w każdym odcinku startują w wyścigu w którym określona jest nagroda. Zawodnicy sterują samochodami przez własne piloty i starają się wypaść jak najlepiej. Serial był emitowany w USA w Cartoon Network TOO.

## Postacie
- Karl - ma 13 lat, 143 cm wzrostu i urodziny 20 marca. Uwielbia jedzenie, gry komputerowe i wszelkie sporty. Jego ulubionym jedzeniem jest Tiramisu. Nie lubi się uczyć i odrabiać prac domowych. W zawodach jest w grupie O.
- Horacy - ma 13 lat, 138 cm wzrostu i urodziny 29 czerwca. W zawodach jest w grupie B. Uwielbia jedzenie, a zwłaszcza chleb.
- Frank - ma 13 lat, urodziny 20 marca oraz 144 cm wzrostu. Tak jak Karl należy w zawodach do grupy O. Uwielbia czytać i naprawiać samochody. Jego ulubioną potrawą jest ciasto serowe.
- Tommy - ma 14 lat i urodziny 20 maja oraz 161 cm wzrostu. W zawodach należy do grupy AB. Jest smakoszem - nie ma określonej ulubionej potrawy.
- Sword - ma 14 lat, 155 cm wzrostu oraz urodziny 30 lipca. Jego ulubione potrawy to mleko i lody, a ulubione zajęcie to wyścigi samochodowe. Należy do grupy B.
- Sally - ma 12 lat - jest najmłodsza z bohaterów, jej data urodzin to 28 listopada, ma 143 cm wzrostu. Lubi gotować dla swojego taty oraz oglądać filmy na DVD. Nie lubi makijażu. Należy do grupy A. Jest jedyną dziewczyną w grupie.
- Ocean - ma 14 lat, jego znak zodiaku to skorpion, ma 146 cm wzrostu i urodziny 11 listopada. Uwielbia jeść japońskie ciasteczka. Należy do grupy B.
- Norton - ma 13 lat, urodziny 15 czerwca, 148 cm wzrostu. Należy do grupy O. Lubi czekoladę i wszystko co jest z nią związane.
- Mike - ma 13 lat, 145 cm wzrostu, urodziny 2 lipca. Należy do grupy B. Tak jak Frank uwielbia naprawiać samochody.
- Marco - ma 13 lat, 144 cm wzrostu. Należy do grupy A. Uwielbia jeść chipsy i ciasto. Urodziny ma 10 września.